# Динго (Пятнадцатилетний капитан)

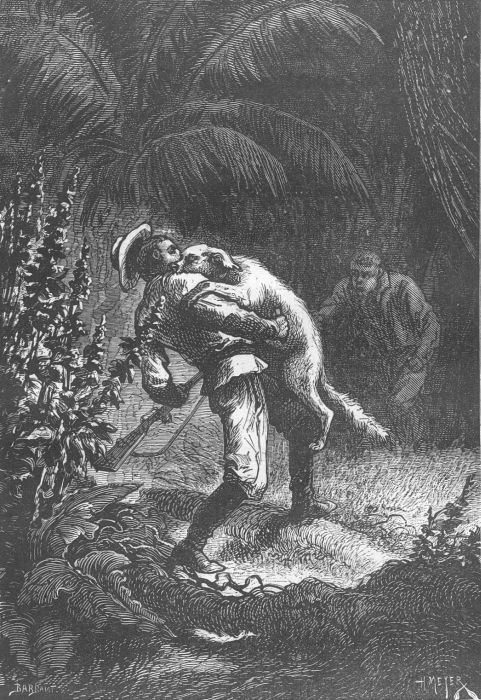
Схватка Негоро и Динго. Иллюстрация Анри Мейера

Динго (англ. Dingo) — австралийский сторожевой пёс, персонаж романа французского писателя Жюля Верна «Пятнадцатилетний капитан» (1878). Был спасён вместе с пятью неграми в Тихом океане американской шхуной «Пилигрим» с терпящего бедствие корабля «Вальдек», экипаж которого погиб. Динго, со слов негров, ранее был подобран капитаном «Вальдека» у берегов Африки. При виде судового кока Негоро Динго проявляет ярость, пытаясь на него наброситься. В четвёртой главе романа («Спасённые с „Вальдека“») пёс и его реакция на кока описываются следующим образом: «Динго был большим, сильным псом, крупнее пиренейских собак, и мог считаться превосходным образцом новоголландской породы собак. Когда он вставал на задние лапы и вскидывал голову, то был ростом с человека. Мускулистые, сильные, необычайно подвижные родичи Динго, не колеблясь, нападают на ягуара и пантеру и не боятся в одиночку бороться с медведем. Шерсть у Динго была густая, тёмно-рыжая, с белесоватыми подпалинами на морде, хвост длинный, пушистый и упругий, как у льва. Такая собака в разъярённом состоянии могла стать опасным врагом, и неудивительно, что Негоро не был в восторге от приёма, который ему оказал этот сильный пёс». Динго заметно не ладил с неграми, но доброжелательно вёл себя с детьми. В результате действий вероломного Негоро пассажиры «Пилигрима» попали вместо Южной Америки в экваториальную Африку, «страну работорговцев и рабов». Негоро и его пособники стремятся продать в рабство негров с «Вальдека», заявляющих, что они — свободные американские граждане, а за богатых пассажиров получить выкуп. В дальнейшем выясняется, что Динго ранее принадлежал французскому исследователю Африки Самюэлю Вернону (его инициалы были выбиты на ошейнике пса, и тот умел отличать эти буквы от других), который был убит коварным Негоро, уже долгое время связанным с работорговлей. Динго удаётся настичь злодея в хижине, где тот убил его хозяина. Португалец сумел ножом смертельно ранить в грудь Динго, но пёс последним усилием смог прикончить своего врага. 

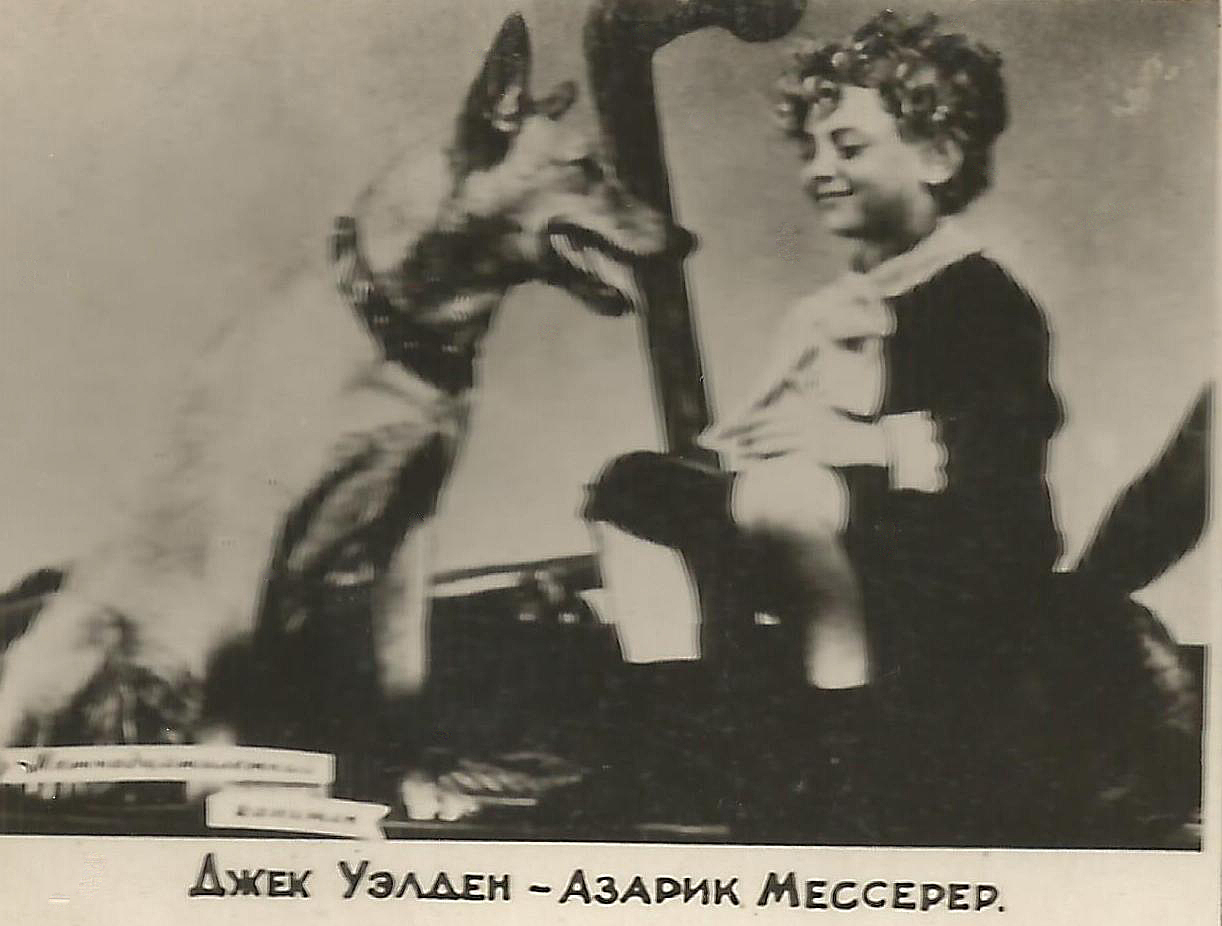
Динго и Джекки Уэлдон (Азарий Мессерер) в советском фильме «Пятнадцатилетний капитан» (1945). Из воспоминаний Мессерера: «Собака по кличке Динго всё время рычала на Астангова [Негоро]. Скорее всего, хозяин, который привёз её из Москвы, приучил её ненавидеть пирата Негоро, как это полагалось по роли. Она так злобно рычала, что я стал её бояться, поэтому сцена знакомства с ней была для меня очень трудной. Я просил её дать мне лапу, и она нехотя протягивала её, потому что хозяин, стоявший за кадром, давал ей соответствующий знак».

Издатель Жюля Верна Этцель настаивал на том, чтобы роман имел выраженную антирабовладельческую направленность. Так, он хотел, чтобы эта тема была затронута уже в самом начале истории, однако писатель, вопреки просьбе Этцеля, не сделал спасённых с потерпевшего крушение судна закованными в кандалы рабами. Имеется и ещё одно существенное отличие: по первоначальному замыслу автора, пёс не играл большой роли в сюжете книги, так как был съеден в трюме терпящими бедствие пассажирами, которые находились на грани голодной смерти. «А, как известно, собака-то и выполнила одну из важнейших функций в романе», — отмечал этот факт внук писателя Жан Жюль-Верн.